# Віхровиці
Віхровиці (пол. Wichrowice, нім. Windhof) — село в Польщі, у гміні Хоцень Влоцлавського повіту Куявсько-Поморського воєводства.
Населення — 291 особа (2011).
У 1975-1998 роках село належало до Влоцлавського воєводства.

## Демографія
Демографічна структура станом на 31 березня 2011 року:
|          | Загалом | Допрацездатний вік | Працездатний вік | Постпрацездатний вік |
| -------- | ------- | ------------------ | ---------------- | -------------------- |
| Чоловіки | 137     | 31                 | 96               | 10                   |
| Жінки    | 154     | 38                 | 81               | 35                   |
| Разом    | 291     | 69                 | 177              | 45                   |